# Dmitrij A. Dmitriev
Dmitrij A. Dmitriev, född den 3 februari 1975 i Voronezj, är en rysk entomolog verksam vid Illinois Natural History Survey.
Auktorsnamnet Dmitriev kan användas för Dmitrij A. Dmitriev i samband med ett vetenskapligt namn inom zoologin; se Wikipedia-artiklar som länkar till auktorsnamnet.